# Veselîi Podil, Peatîhatkî
Veselîi Podil (în ucraineană Веселий Поділ) este un sat în comuna Palmîrivka din raionul Peatîhatkî, regiunea Dnipropetrovsk, Ucraina.

## Demografie
Componența lingvistică a localității Veselîi Podil
     Ucraineană (91,76%)
     Română (5,88%)
     Rusă (1,18%)
     Belarusă (1,18%)
Conform recensământului din 2001, majoritatea populației localității Veselîi Podil era vorbitoare de ucraineană (91,76%), existând în minoritate și vorbitori de română (5,88%), rusă (1,18%) și belarusă (1,18%).